# Moritz Schulz (Bildhauer)
Moritz Schulz (* 4. November 1825 in Leobschütz, Provinz Schlesien; † 1904) war ein deutscher Bildhauer.

## Leben und Werk
Moritz Schulz besuchte die Preußische Akademie der Künste in Berlin. Er arbeitete unter Friedrich Drake und erlangte 1853 den Rom-Preis der Akademie, ein Reisestipendium für Rom, wo er sich von 1854 bis 1870 weiterbildete und zahlreiche Werke aus dem Kreis der antiken Mythologie und der Allegorie schuf.
Nach Berlin zurückgekehrt, führte er unter anderem für den Sockel der Berliner Siegessäule das Relief mit der Begegnung des Königs und des Kronprinzen auf dem Schlachtfeld von Königgrätz und für die Außenseite der Nationalgalerie Berlin eine Anzahl von Bildwerken aus. Unter diesen ist der Fries in der Vorhalle hervorzuheben, der den Entwicklungsgang der deutschen Kunst in ihren Hauptvertretern darstellt.
Moritz Schulz wurde auf dem römisch-katholischen St.-Michael-Kirchhof in Berlin-Neukölln, Hermannstraße 191–195, beigesetzt. Das Grabdenkmal mit einem eigenen Werk, einer Trauernden, ist in der Abteilung 23 in musealer Aufstellung erhalten.

## Sockel der Siegessäule Berlin

Relief 1866 – Krieg gegen Österreich
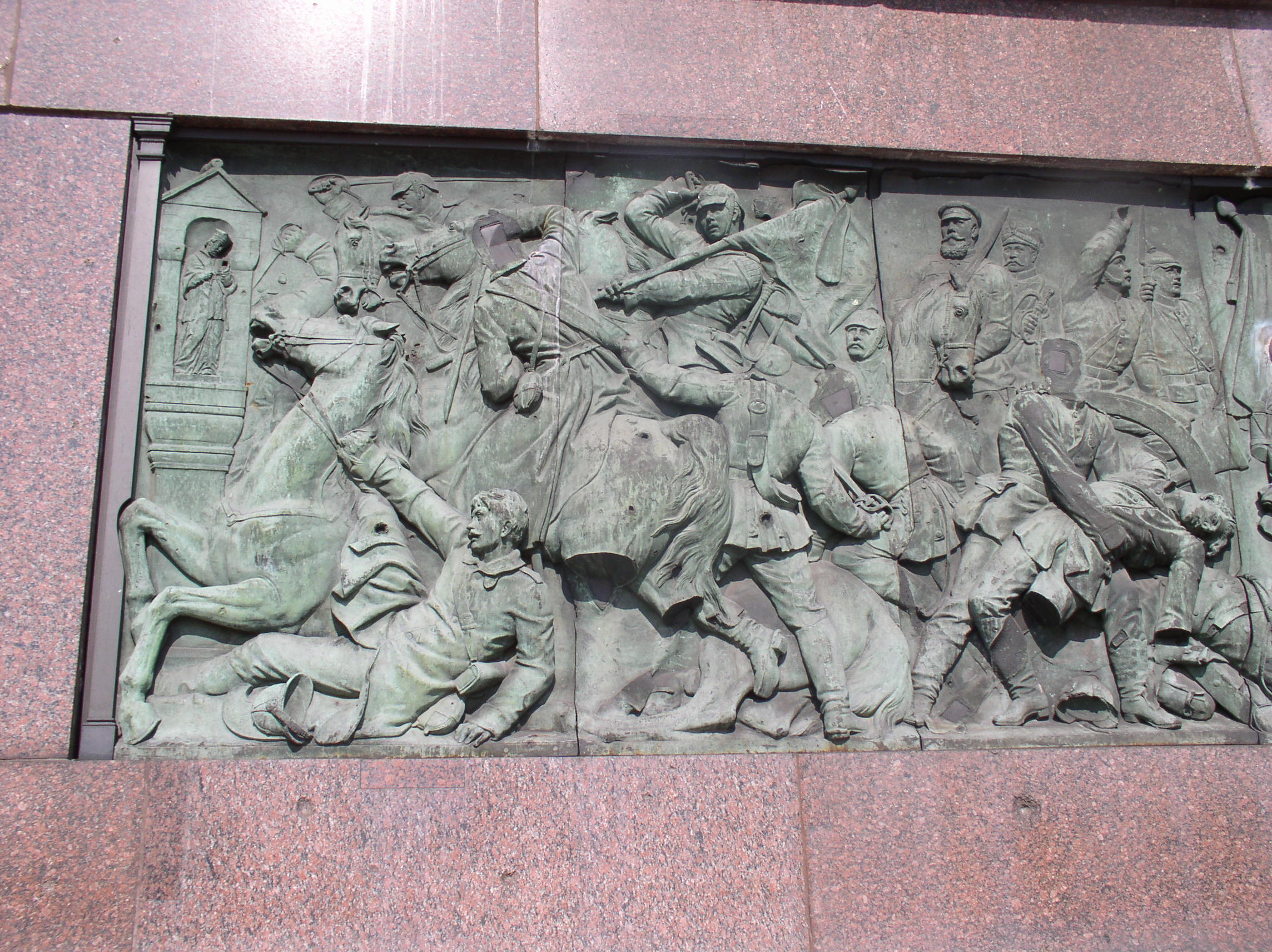
Links der böhmische Heilige Johann Nepomuk als Hinweis auf den Schauplatz
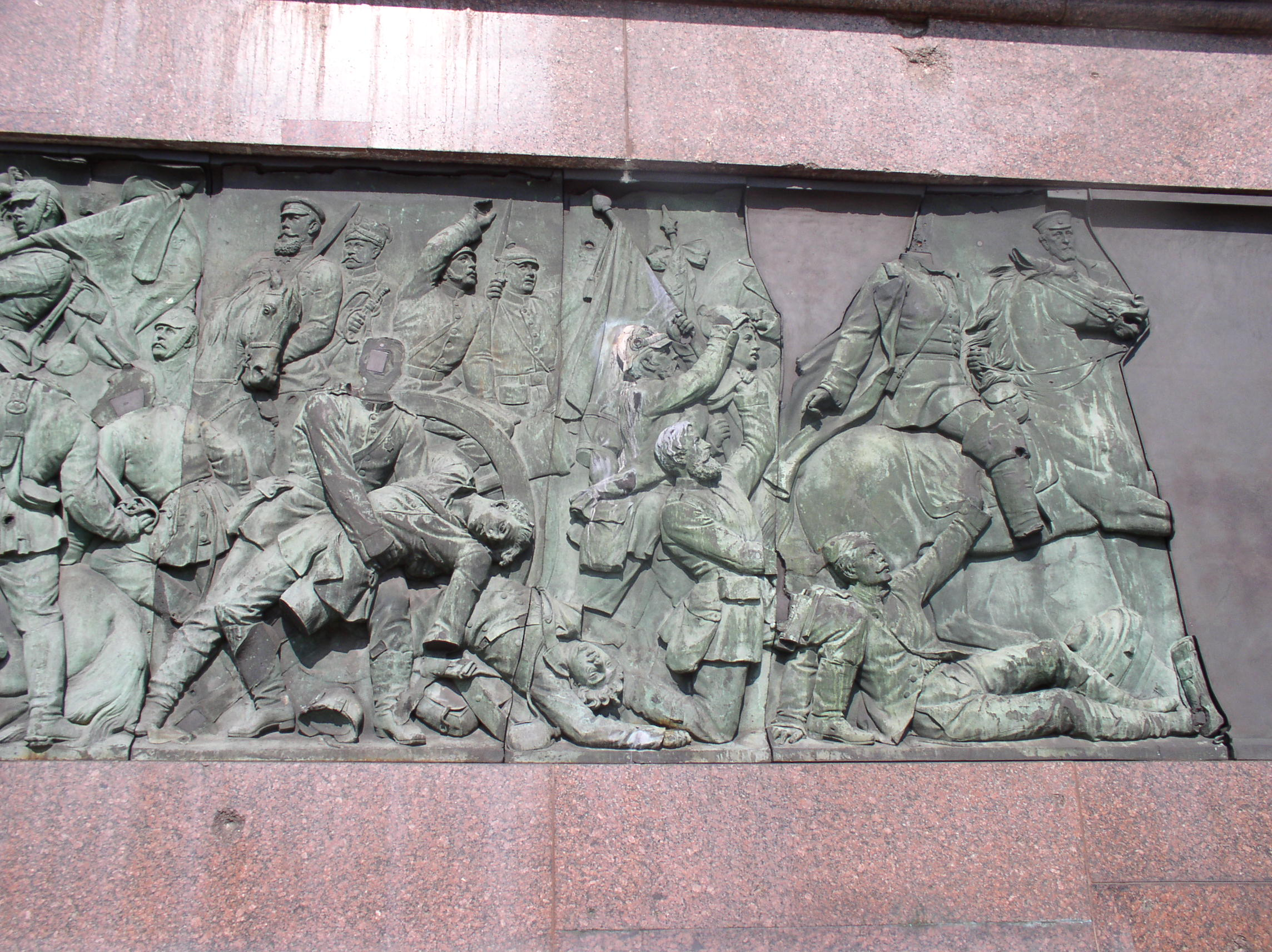
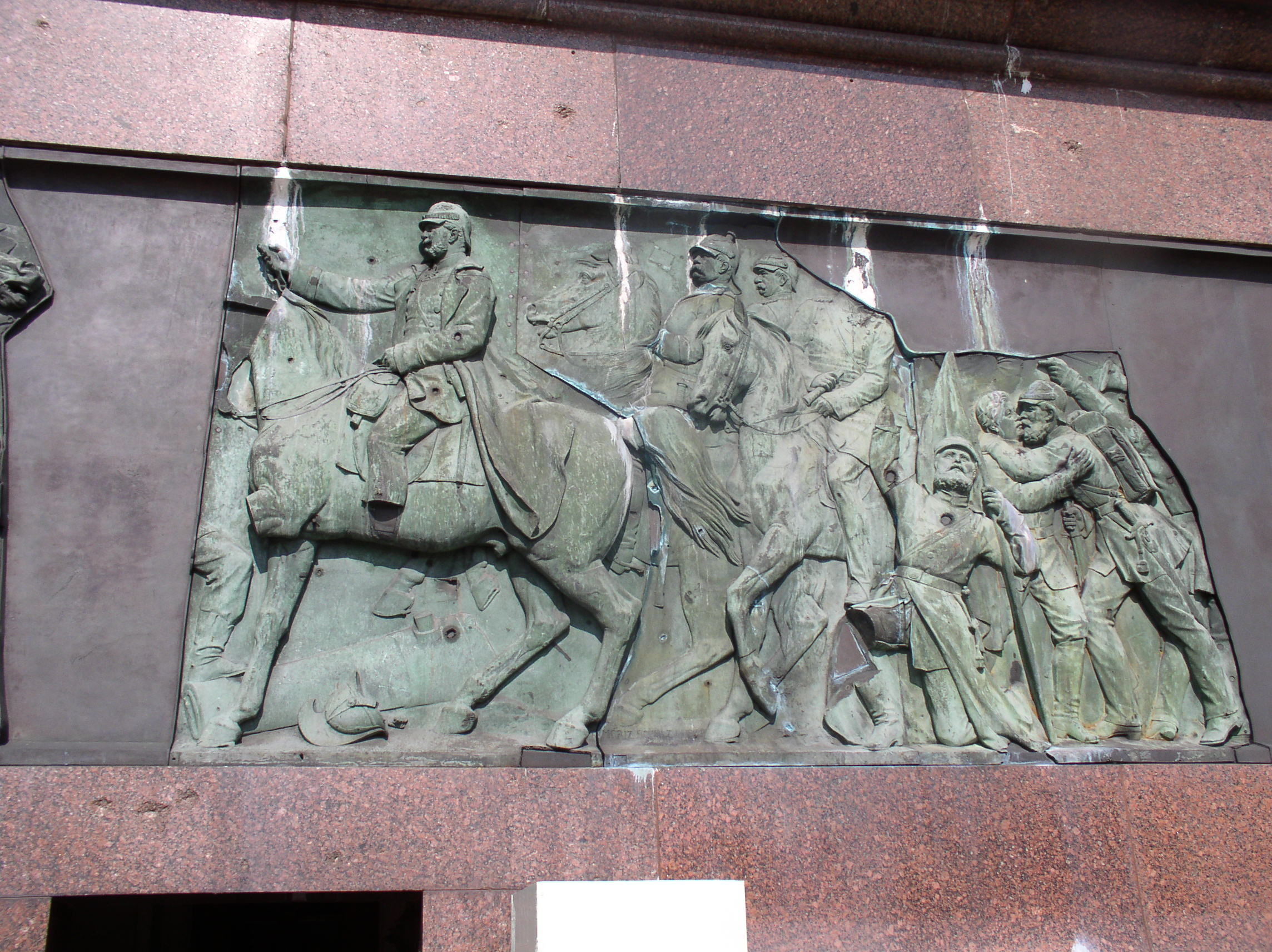
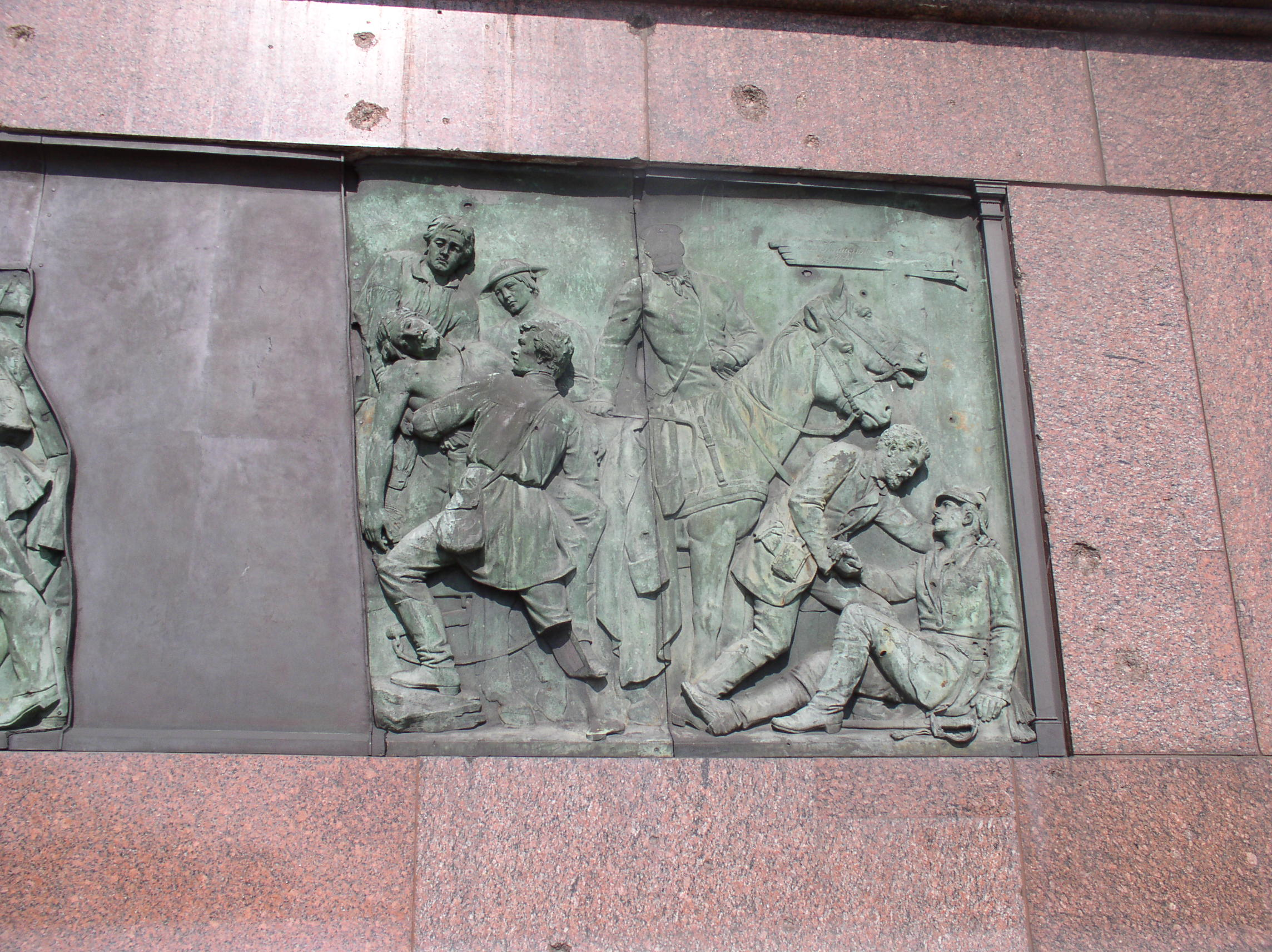